# Cacostola variegata
Cacostola variegata là một loài bọ cánh cứng trong họ Cerambycidae.